# Vivian Sevenich
Vivian Sevenich est une joueuse néerlandaise de water-polo née le 28 février 1993 à Winterswijk. Elle a remporté avec l'équipe des Pays-Bas la médaille de bronze du tournoi féminin aux Jeux olympiques d'été de 2024, organisés à Paris.